# بگو بگو بگو
«بگو بگو بگو» (به انگلیسی: Say Say Say) ترانه‌ای از پل مک‌کارتنی و مایکل جکسون است که توسط جرج مارتین ساخته شده‌است. بعد از ترانه آن دختر برای من است از آلبوم دلهره‌آور، این دومین ترانه‌ای است که جکسون و مک‌کارتنی به صورت مشترک خواندند. بعد از انتشار این ترانه در اکتبر ۱۹۸۳، «بگو بگو بگو» هفتمین ترانه سال آمریکا شناخته شد.
بعد از انتشار آن در سال ۱۹۸۳، «بگو بگو بگو» به هفتمین آهنگ جکسون در ده آهنگ برتر تبدیل شد. این آهنگ در ایالات متحده، کانادا، نروژ، سوئد و بسیاری دیگر از کشورها به رتبه اول رسیده بود، در انگلستان به رتبه دوم رسید و در ده آهنگ برتر استرالیا، اتریش، نیوزیلند، هلند، سوئیس و بیش از ۲۰ کشور دیگر قرار گرفت. در سال ۲۰۱۳، مجله بیلبورد در لیست Billboard Hot 100، این آهنگ را به عنوان چهل و یکمین آهنگ برتر تاریخ قرار داد.
این تک‌آهنگ در دسامبر سال ۱۹۸۳ موفق به کسب گواهینامه طلایی از انجمن صنعت ضبط موسیقی ایالات متحده آمریکا بخاطر فروش یک میلیون نسخه‌ای شد. یک موزیک ویدئو برای این تک‌آهنگ به کارگردانی باب گیرالدی ساخته شد، تصویربرداری این کار در Santa Ynez Valley کالیفرنیا انجام شد که در آن لیندا مک‌کارتنی، لاتویا جکسون و گیرالدی نقش آفرینی کردند. این ویدئو دربارهٔ دو هنرمند جوان به نام‌های «مک و جک» (بازی شده توسط مک‌کارتنی و جکسون) می‌باشد، این ویدئو به خاطر وارد کردن دیالوگ و داستان به موزیک ویدئوها به یاد آورده می‌شود .

## پیشینه، ضبط و تنظیم
زندگی‌نامه‌نویس مک‌کارتنی، ری کلمن ادعا می‌کند که بخش اصلی متن آهنگ توسط جکسون نوشته شده بود و روز بعد به مک‌کارتنی تحویل داده شده بود. ضبط کار در استودیوهای AIR لندن در ماه مِی سال ۱۹۸۱ آغاز شد. در آن زمان، مک‌کارتنی در حال ضبط آلبوم Tug of War بود. این اولین آلبوم انفرادی این عضو سابق گروه بیتلز پس از جدایی از گروه وینگز بود.
جکسون در زمان ضبط کار در منزل مک‌کارتنی و همسرش لیندا ماند و با هر دوی آن‌ها دوست شد. یک شب سر میز شام، پل مک‌کارتنی کتابچه‌ای شامل تمام آهنگ‌هایی که اون صاحب حق نشر آن‌ها بود را همراه خود آورد و به جکسون گفت، «این روش بدست آوردن پول‌های گنده ـست». «هروقت کسی یکی از این آهنگ‌ها رو ضبط کنه، من پول می‌گیرم. هروقت کسی یکی از این آهنگ‌ها رو توی رادیو، یا به صورت زنده اجرا کنه، من پول می‌گیرم.» حرف‌های مک‌کارتنی بعدها روی جکسون برای خرید انتشارات موسیقی ای‌تی‌وی در سال ۱۹۸۵ تأثیر گذاشت.
مک‌کارتنی از آلات موسیقی زیادی در «بگو بگو بگو» استفاده کرد که شامل سینث‌سایزر (ساز برقی)، گیتار و گیتار باس بودند. سازدهنی توسط کریس اسمیت و گیتار ریتم توسط دیوید ویلیامز نواخته شد. میکس و مستر کار توسط مهندس صدای سابق بیتلز، گئوف امریک انجام شد. پس از آنکه در استودیوی Cherokee کالیفرنیا دوباره صداگذاری و تصحیح شد، تولید «بگو بگو بگو» در فِوریه سال ۱۹۸۳ به پایان رسید.
جورج مارتین که قبلاً با بیتلز کار کرده بود، تهیه‌کننده کار بود. او در مورد تجربه کار با جکسون می‌گوید، «او وقتی وارد استودیو می‌شد از خود یک اشعه تولید می‌کرد، هیچ شکی در مورد این نیست. او مثل پل یک موسیقیدا ن نیست … ولی می‌داند که در موسیقی چه میخواد و ایده‌های خیلی استواری دارد.»

جکسون همچنین در مورد تجربه این کار در کتاب بیوگرافی خود، مونواک، صحبت کرده‌است. خواننده جوان‌تر می‌گوید که این همکاری باعث تقویت اعتماد به نفس او شد همان‌طور که کوئنسی جونز - تهیه‌کننده تریلر - در آنجا حاضر نبود تا اشتباهات او را تصحیح کند. جکسون اضافه می‌کند که او و مک‌کارتنی به یک اندازه کار می‌کردند، «پل هیچوقت مجبور نبود که من رو به استودیو بِکِشونه».